# Shantia Owens
Shantia Ayonna Owens (Newark, 16 maggio 1978) è un'ex cestista statunitense, professionista nella WNBA.

## Carriera
È stata selezionata dalle Phoenix Mercury al quarto giro del Draft WNBA 2000 (53ª scelta assoluta).